# سميوطيقا الثقافة
سميوطيقا الثقافة عبارة عن مجال من مجالات الأبحاث في السيموطيقا يحاول تعريف الثقافة من منظور السيموطيقا وكنوع من أنواع الأنشطة الرمزية البشرية، من خلال إنشاء علامات وطريقة لإعطاء معنى لكل شيء حولنا. وبالتالي، فإن الثقافة في هذا الإطار يمكن فهمها على أنها نظام للرموز أو العلامات ذات المغزى. ونظرًا لأن نظام العلامات الرئيسي هو النظام اللغوي، فإن المجال غالبًا ما يشار إليه على أنه سيموطيقا الثقافة واللغة.
وقد كان لهذا المجال البحثي أهمية خاصة لمدرسة تارتو-موسكو للسيموطيقا (الاتحاد السوفيتي). وكان اللغويون والسيموطيقيون في مدرسة تارتو ينظرون إلى الثقافة على أنها نظام سيموطيقي هرمي يتكون من مجموعة من الوظائف المرتبطة به، والرموز اللغوية المستخدمة من خلال المجموعات الاجتماعية للحفاظ على التماسك. ويتم النظر إلى هذه الرموز على أنها هياكل فوقية اعتمادًا على اللغة الطبيعية، وهنا تكون قدرة البشر على عمل الرموز أمرًا مركزيًا.
وقد حصلت الدراسة على أرضية بحثية كذلك في اليابان حيث تم تطوير فكرة أن الثقافة والطبيعة غير متعارضتين، ولكنهما متناسقتين.